# 东瓯大桥
东瓯大桥也称瓯江三桥，位於中華人民共和國浙江省温州市，是温州市区通向永嘉瓯北的一座公路拱桥，它横跨瓯江和江心屿，在江心屿西侧设有连接线，是江心屿唯一的陆路通道。